# Vladimir Drăghia
Vladimir Roland Drăghia (n. 13 martie 1986, Galați) este un actor, poet și fost înotător de performanță (pentru o perioadă a facut parte din lotul olimpic) , considerat a fi una dintre cele mai disputate vedete ale României, fiind cunoscut pentru evoluția din serialul Narcisa Sălbatică, difuzat pe postul de televiziune Antena 1, dar și pentru titlul de campion în emisiunea- concurs Exatlon difuzată de Kanal D , actualmente activând ca prezentator al show-ului Fan Area, ce explorează culisele emisiunii de televiziune.

## Biografie
Născut la 13 martie 1986, în Galați, Vladimir Drăghia a fost înotător de performanță timp de 12 ani, dintre care 7 ani a făcut parte din lotul olimpic. După liceu, a obținut două burse în America. Din diferite motive financiare nu a reușit să plece acolo, așa că a plecat în Italia să încarce tiruri. După o jumătate de an, când s-a întors în București, la facultate, a obținut un rol în telenovela Vocea inimii, la Antena 1. A apărut în zeci de reclame și spoturi. Deține o agenție imobiliară. El este căsătorit cu Alice Cavaleru, cei doi au 2 fetițe.
În 2014 lanseză primul volum de poezie Dragoste n-are plural  lansat la editura Adenium. O descriere a cărții a fost făcută de actorul Florin Piersic, Jr.: “Omul ăsta cu pătrățele pe burtică are încă forța unui copil neșlefuit. Aia pe care noi toți am pierdut-o acum multă vreme. Sper ca placheta asta de versuri să încapă pe mâinile unui editor de treabă. S-o facă mică-mică, să-ncapă în buzunarul de la piept. Acolo, în dreptul inimii. Whatever. Poți s-o bagi și-n buzunarul de la blugi. Pe buca stângă. S-o mai scoți din când în când și să-ți speli ochii de praf cu o lacrimă stupidă.”
În 23 mai 2018 a câștigat competiția „Exatlon“, după ce a obținut mai multe voturi din partea publicului, în finala care a fost transmisă în direct de Kanal D, Vladimir a anunțat că va dona premiul de 100.000 de euro taberei MagiCamp, fapt confirmat și de fostul ministru al Sănătății, Vlad Voiculescu, printr-o postare pe pagina oficială de Facebook.
La începutul finalei Exatlon Vladimir a declarat : „Am ajuns la o mică formulă câștigătoare. Viteză, forță, încăpățânare, îndemânare și o doză de întâmplare. Ar fi nedrept să îmi asum toate meritele. Trebuie să recunosc că am avut mare noroc” 

## Emisiuni-concurs
- Burlacul, sezonul 3
- Sunt celebru, scoate-mă de aici!, difuzată de ProTV
- Dansează printre stele, difuzată de Antena 1[13] (locul 11)
- Șerifi de România, difuzată de Antena 1 (câștigat).[14]
- Splash! Vedete la apă, sezonul 3 (câștigat)[15]
- Ferma vedetelor, sezonul 3 difuzată de ProTV (locul 5)
- Exatlon România (câștigat)

## Filmografie
- Vocea inimii (2006)
- Narcisa Sălbatică (2010) - Emil[16]
- Ecuad'Or (2012)

Clanul (2022) - Mișu polițist în brigada comisarului Costoiu